# 厚叶锥
厚叶锥（学名：Castanopsis crassifolia）为壳斗科锥属下的一个种。

## 扩展阅读
- 維基物種上的相關：厚叶锥